# Eishockey in Hamburg

Logo des Hamburger Eis- und Rollsport-Verbands

Eishockey wird in Hamburg seit den 1930er Jahren gespielt. Aktuell treten bei den Herren neun, bei den Damen drei Mannschaften in den deutschen Eishockeyligen an. Organisiert wird der Eishockeysport im Stadtstaat vom Hamburger Eis- und Rollsport-Verband.
Von 2002 bis 2016 spielten die Hamburg Freezers in der höchsten deutschen Spielklasse, der Deutschen Eishockey Liga. Zuvor spielten der Hamburger SV (Eishockey) und die Crocodiles Hamburg in der zweithöchsten Spielklasse.

## Organisation
Die Organisation des Eishockeys auf Landesebene unterliegt dem Hamburger Eis- und Rollsport-Verband, der Mitglied des DEB ist. Der HERV wurde 1891 aus neun Vereinen gegründet und war zunächst für die Ausübung von Eisschnelllauf und Eiskunstlauf, später zusätzlich für Eisstockschießen und ab den 1930er Jahren auch für Eishockey in Hamburg zuständig. Bis 2013/14 organisierte der Verband im Eishockeybereich die fünftklassige Hanseliga (bis 2008/09 Landesliga Hamburg), in der neben Mannschaften aus der Hansestadt auch weitere Teams aus Mecklenburg-Vorpommern, Niedersachsen und Schleswig-Holstein antreten.

## Geschichte
In Hamburg und Altona war eine der ersten Hochburgen des Eissports in Deutschland. Sie hatte zwischen etwa 1884 und 1905 mehr Eisbahnen und Vereine als Berlin, München oder Wien. Die Hamburger Vereine organisierten auch die ersten deutschen Meisterschaften im Eisschnelllauf und Eiskunstlauf. 1888 wurde in Hamburg der Deutsche Eislauf-Verband gegründet. Um 1901 war der Uhlenhorster Hockey-Club der einzige Verein, der Eis-Hockey spielte. Gespielt wurde nach Land-Hockey-Regeln auf einer größeren Fläche mit acht Spielern – das Spiel ähnelte also eher dem heutigen Bandy als dem Eishockey nach kanadischen Regeln. Der UHC organisierte Spiele gegen den Bremer Hockey-Klub und gegen Mannschaften aus Berlin.

### Anfänge (1930 bis 1945)

Logo des Altonaer SV von 1893

Eishockey im heutigen Sinn wurde erst in den 1930er Jahren populär. Die erste norddeutsche Eishockeymeisterschaft fand vom 6. bis 8. Februar 1931 statt. Drei Mannschaften aus Hamburg und eine aus der damals eigenständigen Stadt Altona nahmen teil. Meister wurde der THC Horn und Hamm. Ab 1934 nahm der Altonaer SV ziemlich erfolglos an den Deutschen Meisterschaften teil. Nur 1938/39 nahmen neben Altona (nun in Hamburg eingemeindet) auch der Harvestehuder THC und der Hamburger ELV 1891 an der Vorrundengruppe Nord teil, hatten jedoch gegen die Berliner Clubs keine Chance.

### Nach dem Zweiten Weltkrieg (1945 bis 1955)
Zur zweiten deutschen Meisterschaft nach dem Zweiten Weltkrieg in der Saison 1947/48  meldete der HERV die EG Hamburg. Diese scheiterte allerdings bereits in der Vorrunde. Der Verein nahm in der Folge am Spielbetrieb des Landesverbands teil und löste sich schließlich auf.

Logo des HTHC

Von 1948 bis 1953 wurde der Harvestehuder THC (HTHC) jeweils Hamburger Meister. 1949 verpasste man noch den Aufstieg in die Oberliga (höchste Spielklasse). Zur Saison 1950/51 wurde die Oberliga aufgestockt und der HTHC belegte den zweiten Platz der Gruppe Nord hinter der Düsseldorfer EG. Nach der Saison wurde die Liga wieder abgestockt und der Club musste absteigen. In den Aufstiegsspielen zur Oberliga 1952, 1953 und 1954 scheiterte der HTHC jeweils. Die Mannschaft wurde aber immer professioneller, so dass der Vorstand des HTHC 1954 die Eishockeyabteilung auflöste.

Logo des Hamburger Schlittschuhclubs

Ab 1955 war der Hamburger Schlittschuhclub von 1881, der älteste Eislaufverein Deutschlands, die beste Mannschaft in der Hansestadt – mit Ausnahme des Jahres 1959 als nochmals die EG Hamburg den Hamburger Meistertitel errang. Auf die Aufstiegsspiele in die Oberliga verzichtete man jedoch.

### Hamburger Vereine in Gruppen- und Regionalliga (1960 bis 1973)
1961 rückte der HSC in die neugeschaffene drittklassige Gruppenliga. Zur Saison 1962/63 übernahm der Altonaer SV den Platz des zurückgezogenen SC Brandenburg in der Gruppenliga, so dass es ab 1962 zu Hamburger Derbys kam. Ab 1965 trug die Liga den Namen Regionalliga. Zu dieser Zeit wurde Eishockey im Hamburger Freizeitpark „Planten und Blomen“ gespielt, wobei die Spieler Eintritt für den Park bezahlen und die Bande selbst errichten mussten.

Logo des Hamburger SV

Die Eishockeyabteilung des HSC schloss sich 1968 dem Hamburger SV bei. Bereits in der ersten Saison gelang dem HSV der Aufstieg in die zweitklassige Oberliga. Dort konnte die Klasse allerdings nicht gehalten werden und der Hamburger SV stieg nach nur einem Jahr in der zweiten Liga wieder in die Regionalliga ab. 1972 zog sich der Altonaer SV aus der Regionalliga zurück.

### Hamburger SV als führender Hamburger Verein (1973 bis 1996)
1973 wurde die 2. Bundesliga eingeführt, so dass der Hamburger SV in die nun drittklassige Oberliga und der Altonaer SV in die nun viertklassige Regionalliga aufrückten. Altona wurde 1976 Meister der Regionalliga Nord, scheiterte jedoch in den Aufstiegsspielen. Die neu gegründete Eishockeyabteilung des SC Condor Hamburg startete 1977 ebenfalls in der Regionalliga, dagegen zog sich der Altonaer SV 1978 zurück. 

Logo des SC Condor Hamburg

1980 wurde der Hamburger SV Oberligameister, musste jedoch auf den Aufstieg in die 2. Bundesliga verzichten. Die Stadt Hamburg stellte nicht genug Eiszeiten bereit und beanspruchte die Werbeeinnahmen im Stadion für sich. Zur Saison 1981/82 rückte der HSV schließlich in die aufgestockte 2. Bundesliga nach. Nach der Spielzeit 1983/84 zog der HSV seine Mannschaft zurück. Dafür hätte der SC Condor Hamburg in die Oberliga nachrücken könnte, wogegen der Hamburger SV allerdings erfolgreich Einspruch einlegte. Condor löste in der Folge die Eishockeyabteilung auf.
1984 wurde von enttäuschten Mitgliedern und Fans des Hamburger SV der 1. EHC Hamburg gegründet. Wie der HSV, der den Platz seiner 1b übernahm, startete er 1984/85 in der Regionalliga Nord. Bereits in seinem ersten Jahr stieg der EHC gemeinsam mit dem HSV in die Oberliga auf. 1987 gelang dem HSV der erneute Aufstieg in die 2. Bundesliga. Jedoch wurde die Mannschaft bereits 1987/88 nach der Vorrunde zurückgezogen und nahm im folgenden Jahr als SV Hamburg den Spielbetrieb in der untersten Spielklasse wieder auf.
Nach dem Rückzug des HSV war der 1. EHC stärkste Kraft Hamburgs. In der Saison 1988/89 wurde der 1. EHC Zweiter der Oberliga Nord und qualifizierte sich in der Relegationsrunde für die 2. Bundesliga. Die Saison 1989/90 beendete der Club auf Platz 7 der Gruppe Nord und erhielt sportlich die Klasse, ging jedoch nach der Saison in Konkurs und stellte schließlich den Spielbetrieb ein. Der Hamburger SV war 1989 wieder in die Regionalliga aufgestiegen, rückte 1991 wieder in die Oberliga auf und zog sich nach einer Saison wieder zurück. 1993 kehrte man in die Regionalliga zurück und qualifizierte sich 1994 für die drittklassige 2. Liga. 1996 zog man sich auch hier zurück.

### Crocodiles Hamburg (1996 bis 2001)
Die Eishockeyabteilung des Farmsener TV wurde 1990 als FTV Crocodiles als Nachfolger des 1. EHC Hamburg gegründet. Die Spieler aller Mannschaften des EHC wechselten in den Farmsener TV, der in der Landesliga den Spielbetrieb aufnahm. Die Zuschauerzahl pendelte sich zunächst bei durchschnittlich lediglich 80 Zuschauern ein.
1996 wurde der Unternehmer Klaus-Peter Jebens Alleingesellschafter der vom Stammverein FTV ausgegliederten Spielbetriebs-GmbH Crocodiles Hamburg. Die Eissporthalle Farmsen wurde renoviert, sodass die Mannschaft 1997 die Auflagen für die zweitklassige 1. Liga Nord erfüllen konnte. Als Dritter der Qualifikationsrunde qualifizierten sich die Crocodiles für die neue Bundesliga, welche unter der Deutschen Eishockey Liga die zweithöchste deutsche Spielklasse war und ab der Spielzeit 1999/00 als 2. Bundesliga ausgespielt wurde.

Im Sommer 2000 versuchten die Crocodiles, die das Play-off-Viertelfinale der Saison 1999/00 erreicht hatten, die DEL-Lizenz der ausgeschiedenen Starbulls Rosenheim zu kaufen und in die DEL nachzurücken. Die Genehmigung des Verkaufs wurde jedoch von der DEL-Gesellschafterversammlung nicht erteilt, woraufhin die GmbH vom Alleingesellschafter aufgelöst wurde. Dem Verein FTV gelang es mit einer neuen GmbH den Spielbetrieb in der Oberliga Nord für eine Spielzeit fortzusetzen, nach welcher der Spielbetrieb jedoch endgültig eingestellt werden musste. Daraufhin wurde die Mannschaft wieder in den Stammverein Farmsener TV integriert, spielen jedoch weiterhin unter dem Namen Crocodiles Hamburg.

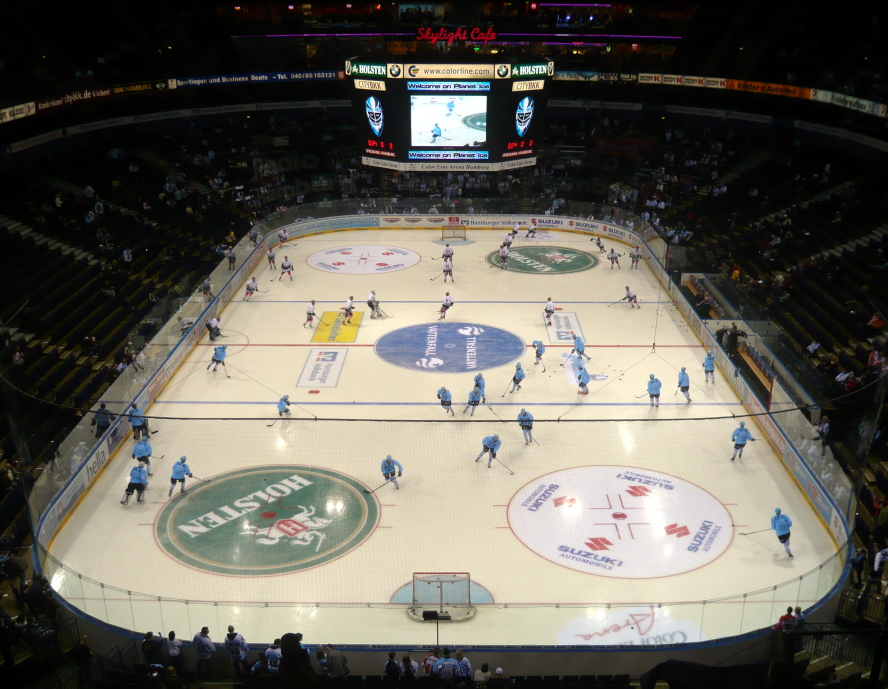
Die O_{2} World Hamburg bei einem Heimspiel der Hamburg Freezers

### Hamburg Freezers (2002 bis 2016)
Im Juli 2002 zogen die München Barons aus der Deutschen Eishockey Liga auf Beschluss ihres Besitzers, der Anschutz Entertainment Group, nach Hamburg um, wo sie bis 2016 in der neugebauten Color Line Arena unter dem Namen Hamburg Freezers spielten.
Bereits in seiner ersten Spielzeit in der Hansestadt erreichte das Franchise als Vorrundenachter die Play-offs, scheiterte dort allerdings bereits im Viertelfinale an den Eisbären Berlin. Verstärkt mit einer großen Anzahl ehemaliger Spieler aus den nordamerikanischen Profiligen NHL und AHL sowie dem neuen Trainer Dave King schafften die Freezers im folgenden Jahr mit einem dritten Platz ihre bislang beste Hauptrundenplatzierung, im Play-off-Halbfinale schieden die Hamburger zwar gegen den späteren Meister Frankfurt Lions aus, feierten jedoch damit ihren größten sportlichen Erfolg. In den folgenden Jahren erreichte das Team zwar immer wieder auf direktem oder indirektem Weg die Play-offs, scheiterte dort aber jeweils bereits im Viertelfinale. Am 25. Mai 2016 stellte die Anschutz Entertainment Group klar, dass sie aufgrund der Nichtbeantragung für die Saison 2016/17 den Spielbetrieb der Hamburg Freezers einstellt.

### Crocodiles in der Oberliga (2016 bis 2023)
Seit 2010 spielten die Crocodiles und der HSV nach einer Ligenreform wieder in der Oberliga Nord. Nach der Zusammenlegung der Staffeln Nord, Ost und West 2015/16 standen sich beide Mannschaften in der Abstiegsrunde gegenüber – die Crocodiles konnten die Klasse halten, der HSV stieg ab. Für die Spielzeit 2016/17 gelang den Crocodiles mit der Verpflichtung des vormaligen Kapitäns der Hamburg Freezers, Christoph Schubert, ein Überraschungscoup. Durch das Aus der Hamburg Freezers wurden zudem viele neue Sponsoren akquiriert. Trotzdem ging die Betreibergesellschaft der Crocodiles, die 1. Hamburger Eissport GmbH, am 1. Februar 2019 in ein Planinsolvenzverfahren, das im Juli 2019 erfolgreich abgeschlossen wurde. Langfristig war der Bau einer neuen Eishalle geplant, welche die Anforderungen der DEL2 bzw. der DEL erfüllt.
Zum Ende der Saison 2022/23 stellten die Crocodiles erneut einen Insolvenzantrag und zogen in der Folge die erste Mannschaft aus der Oberliga Nord zurück. In der Saison 2023/24 tritt die erste Herrenmannschaft in der fünftklassigen Verbandsliga Nord an.

## Aktuelle Mannschaften

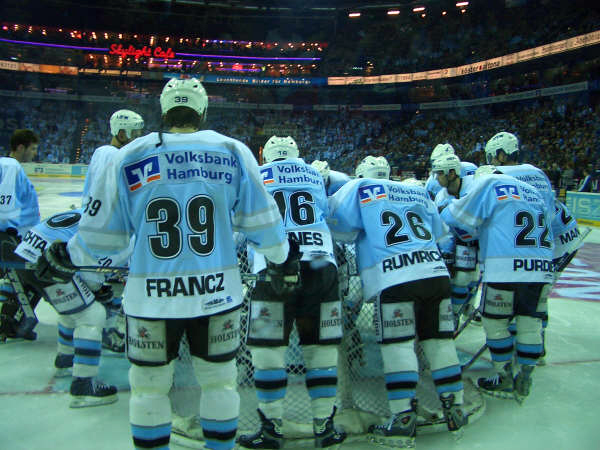
Spieler der Hamburg Freezers im Jahr 2006

### Herren
Quelle: 
| Klasse | Liga              | Vereine                                                                                              |
| ------ | ----------------- | --- |
| I      | DEL               | – |
| II     | DEL2              | – |
| III    | Oberliga          | - |
| IV     | Regionalliga Nord | Crocodiles Hamburg Hamburger SV                                                                      |
| V      | Verbandsliga Nord | Hamburger SV 1b Altonaer SV 1a                                                                       |
| VI     | Landesliga Nord   | Altonaer SV 1b Crocodiles Hamburg 1b Crocodiles Hamburg 1c Hamburger SV 1c Oldtimers Hamburg Sailors |

### Frauen
| Klasse | Liga                  | Vereine                                                 |
| ------ | --------------------- | ------------------------------------------------------- |
| I      | Bundesliga            | keine                                                   |
| II     | 2. Liga Nord          | keine                                                   |
| III    | 1. Damenliga Nord/Ost | SG Hamburger SV Crocodiles Hamburg ASV Penguins Hamburg |

## Eisstadien

### Eisstadion Stellingen
Nachdem die Hamburger Mannschaften ihre Spiele zuvor auf einer Eisfläche im Freizeitpark Planten un Blomen hatten austragen müssen, wurde 1969 mit dem Bau eines Eishockeyfeldes innerhalb des 1961 errichteten Radstadions in Hamburg-Stellingen begonnen, welcher schließlich 1970 abgeschlossen wurde. 1995 erfolgte die Überdachung der bisherigen Freiluft-Eisfläche einschließlich der 250 Meter langen Radrennbahn mit einem 7000 Quadratmeter großen Zeltdach. In der Zeit von 1978 bis zur Fertigstellung der Überdachung in Stellingen wich der Hamburger SV in die Eishalle in Farmsen aus. Heute spielen die Herren und Frauenmannschaft wieder auf der Eisbahn an der Hagenbeckstraße. Bei Eishockeyspielen finden 1.500 Zuschauer im Stadion Platz.

### Eisbahn Wallanlagen
Die Eisbahn in den Hamburger Wallanlagen, einem Teil der Parkanlage von Planten un Blomen am Holstenwall, wurde im Jahre 1971 im Rahmen der Umgestaltung des Parks zur Internationalen Gartenbauausstellung (IGA 1973) als Nachfolger einer seit dem Ende des 19. Jahrhunderts an verschiedenen Standorten bestehenden Eisbahn (auf dem Heiligengeistfeld, später im Park selbst) errichtet. Die heutige INDOO Eisarena Planten un Blomen zählt mit 4300 Quadratmetern Eisfläche noch heute zu den größten Freiluft-Kunsteisbahnen der Welt, wird allerdings nicht mehr für Eishockeyspiele genutzt (im Sommer Rollschuhbahn).

### Eissporthalle Farmsen
Die Eissporthalle in Hamburg-Farmsen (auch Eisland) wurde 1978 eröffnet, hatte ehemals eine Kapazität von 2.300 Zuschauern und bietet heute 1.955 Zuschauern Platz. Das Stadion ist Heimspielstätte  der Crocodiles Hamburg.

### Barclays Arena

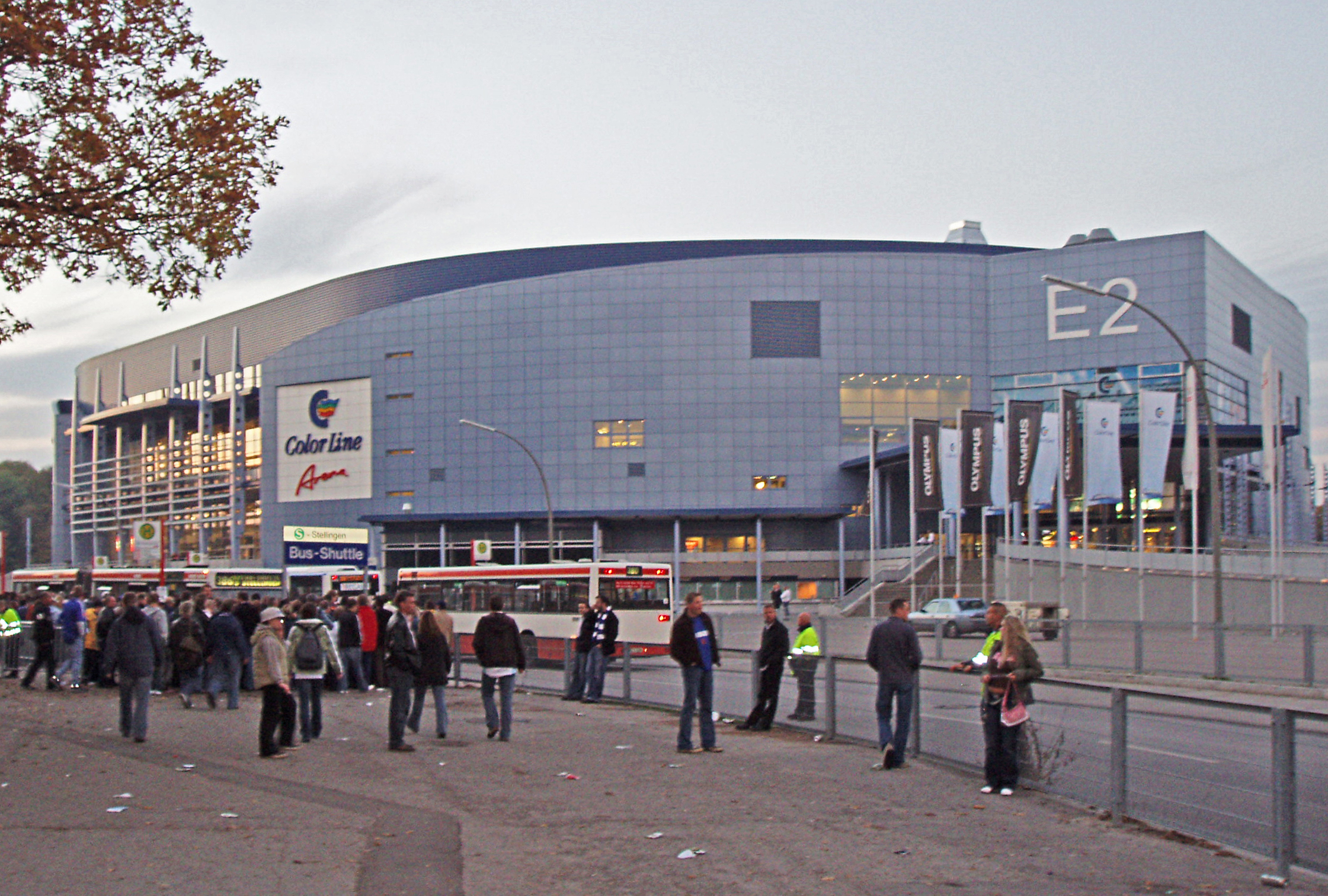
Die Barclays Arena

Die  Barclays Arena (bis April 2010 Color Line Arena, von 2010 bis 2015 O2 World Hamburg, von 2015 bis Herbst 2021 Barclaycard Arena) wurde am 8. November 2002 eröffnet und war bis 2016 Heimstadion der Hamburg Freezers. Sie liegt im Stadtteil Bahrenfeld in direkter Nachbarschaft des Volksparkstadions.
Die Halle ist 150 Meter lang, 110 Meter breit und hat eine Höhe von 33 Metern. Die maximale Kapazität beträgt 16.000 Besucher, bei Sportveranstaltungen durch den Wegfall der Innenraum-Plätze nur 12.947. Die Baukosten betrugen rund 83 Mio. Euro. Finanziert wurde der Bau des Stadions vom finnischen Unternehmer Harry Harkimo und von der Stadt Hamburg, die Harkimo das Grundstück für einen symbolischen Preis von einer Mark verkaufte und als vorbereitende Maßnahme für 12 Mio. Mark (etwa 6,1 Mio. Euro) Verbesserungen der Infrastruktur ausführen ließ. Im Oktober 2007 wurde die Halle für geschätzte 75 Millionen Euro an die Anschutz Entertainment Group, den Inhaber der Hamburg Freezers, verkauft.

### q.beyond Arena
Im Rahmen des Masterplans Sportpark Hamburg wurde im Dezember 2006 die Planungen für den schon länger geforderten Bau einer neuen Eis- und Ballsportarena im Altonaer Volkspark vorgestellt, die 2008 fertiggestellt wurde und den Namen Volksbank Arena erhielt. Seit 2020 lautet der Name q.beyond Arena.
Neben den Handballern des Handball Sport Verein Hamburg wurde die Arena vor allem von den Hamburg Freezers und aktuell von den Hamburg Sailors zu Trainingszwecken und für Testspiele genutzt. Zudem steht die Halle zum öffentlichen Eislauf zur Verfügung.
Am 11. Dezember 2023 wurde im Hamburger Abendblatt ein Artikel veröffentlicht, aus dem hervorgeht, dass die Arena an den HSV abgetreten wurde und in diesem Zuge die Eisfläche nach Ende der Saison 2023/2024 in einen Hallenboden umgebaut werden soll. Das ist ein herber Schlag für den Hamburger Eishockeysport, da vor allem viele Nachwuchssportler hier ihre Trainingszeiten und Spielzeiten hatten.

## Belege
1. 1 2  herv.de,  Historie (Memento vom 6. September 2005 im Internet Archive), zuletzt abgerufen am 21. Juni 2009
2. ↑  hockeyweb.de, Landesliga Hamburg, zuletzt abgerufen am 21. Juni 2009
3. ↑  125 Jahre. In: hsc1881.de. Abgerufen am 26. September 2020.
4. ↑  DEV - Deutscher Eissport Verband. In: sport-record.de. Abgerufen am 26. September 2020.
5. ↑  Athletik. In: Neue Hamburger Zeitung. 27. Dezember 1901, S. 9, abgerufen am 3. März 2021.
6. ↑  Ball-Sport. In: Neue Hamburger Zeitung. 22. Januar 1903, S. 14, abgerufen am 3. März 2021.
7. ↑  Wintersport. In: Neue Hamburger Zeitung. 6. Januar 1904, S. 13, abgerufen am 3. März 2021.
8. ↑  Winter-Sport. In: Neue Hamburger Zeitung. 25. Januar 1904, S. 10, abgerufen am 3. März 2021.
9. ↑  Eissport. In: Neue Hamburger Zeitung. 19. Januar 1904, S. 14, abgerufen am 3. März 2021.
10. ↑  Müller: Deutsche Eishockey Meisterschaften. S. 29.
11. ↑  Müller: Deutsche Eishockey Meisterschaften. S. 39.
12. ↑  http://www.hthc.de, Meilensteine (Memento vom 28. Mai 2017 im Internet Archive)
13. ↑  1979/80 – Bürokratie stoppt sportliche Erfolge. In: HSV-Eishockey. 1. Januar 1979, archiviert vom Original (nicht mehr online verfügbar) am 9. Juli 2021; abgerufen am 26. September 2020.
14. ↑  Manfred Schäffer, Lutz Wagner: Wie die Puckjagd nach Hamburg kam. In: abendblatt.de. 12. November 2002, abgerufen am 6. August 2020.
15. ↑  Planinsolvenz beendet – Crocodiles starten schuldenfrei in die neue Saison. In: Eishockey-Magazin. 11. Juli 2019, abgerufen am 26. September 2020.
16. ↑  Björn Jensen, Alexander Berthold: Eishockey: Crocodiles Hamburg wollen "Winter Game" am Millerntor. In: abendblatt.de. 16. Januar 2020, abgerufen am 26. September 2020.
17. ↑  Ergebnistabellen. 1. August 2024, abgerufen am 20. Oktober 2024.
18. ↑  Radsportverband Hamburg – Radrennbahn Stellingen (Memento vom 25. März 2014 im Internet Archive)
19. ↑  hockeyarenas.net, Eisstadion Stellingen, zuletzt abgerufen am 21. Juni 2009
20. ↑  hockeyarenas.net, Eissporthalle Farmsen, zuletzt abgerufen am 11. November 2020
21. ↑  Hamburger Abendblatt Online, Hamburger Color-Line-Arena an Anschutz Entertainment Group verkauft, zuletzt abgerufen am 21. Juni 2009